# Umweltmineralogie
Die  Umweltmineralogie ist derjenige Teilbereich der Mineralogie, der sich mit dem Verhalten von Mineralen unter den Bedingungen der Erdoberfläche beschäftigt.

## Untersuchungsgegenstand
Die Umweltmineralogie untersucht die Wechselwirkungen der Minerale mit der Biosphäre, der Erdatmosphäre und der Hydrosphäre. Dabei stehen Prozesse an den Oberflächen der Minerale wie Wechselwirkungen mit Pflanzen, Tieren und Menschen, chemische Reaktionen, Adsorption und Desorption sowie die Lösung der Minerale im Wasser im Mittelpunkt. Beispiele für umweltmineralogische Forschungsfelder sind Untersuchungen an Feinstaub und Asbest, von Halden des Altbergbaus, potentiellen Endlagerstandorten und sauren Grubenwässern sowie von Interaktionen von Bakterien und Mineralen bei der Biomineralisation, bei der Entstehung des Lebens auf der Erde (Matrizentheorie), bei der Bildung von Eisenlagerstätten (Banded Iron Formations), auf mineralischen Werkstoffoberflächen oder an Kolloiden in Gewässern und Kläranlagen.

## Untersuchungsmethoden
Typisch ist die Anwendung von Methoden der Spektroskopie, um Prozesse der Adsorption und Desorption von Schwermetallen und organischen Molekülen zu analysieren.